# Hadim Szulejmán
Hadim Szulejmán pasa (törökül Hadım Süleyman Paşa, románul Hadâm Suleiman Paşa) az 1474 és 1490 közötti időszakból ismert, II. Mehmed uralkodása alatt tevékenykedő oszmán főhivatalnok, hadvezér. 1474-ben a Ruméliai, később az Anatóliai vilajet beglerbégje, 1482-től 1490-ig az Amasziai szandzsák kormányzója volt, ezt követően a Szendrői szandzsák élére nevezték ki. A neve előtti hadim melléknév arabul eunuchot jelent, de a szót az oszmán-török nyelvben is használták..

## Életútja
A Boszniai vilajetben született albán származású családban. II. (Hódító) Mehmed második uralkodása (1451–1481) alatt. Először rövid időre Albánia szandzsákbégjévé nevezték ki, de csak rövid ideig maradt hivatalában. A korabeli források tanúsága szerint megtámadták, szolgáival együtt foglyul ejtették, majd eladták egy katolikus államnak (valószínűleg a Velencei Köztársaságnak).
1474-ben ostrom alá vette a velencei fennhatóság alatt álló Scutarit (lásd Scutari ostroma). Az erődöt albánok és a velencei Antonio Loredano védték. Az oszmán csapatoknak ugyan sikerült megrongálniuk az erőd egyes részeit, de végül kudarcot vallottak, és Szulejmánnak meg kellett elégednie az ostrom során szerzett zsákmányokkal. Decemberben II. Mehmed parancsára seregével Nagy István moldvai fejedelem ellen indult, aki nem volt hajlandó behódolni a szultánnak. Szulejmán nem szívesen vonult Moldva ellen, mivel csapatai kimerültek a kudarccal záruló ostromban és a tél is közeledett, de nem merte megkérdőjelezni a szultán döntését. 1475. január 10-én a vászlói csatában vereséget szenvedett az egyesült keresztény erőktől. Ezt a vereséget azonban a következő nyáron megtorolták, amikor a II. Mehmed vezette 150 ezer fős oszmán sereg 1476. július 17-én Războieni-nél legyőzte Istvánt. Besszarábia és létfontosságú kikötői, Kilija és Akkerman elfoglalására 1484 augusztusában került sor.
1482-ben az Amasziai szandzsák, majd 1490-ben a Szendrői szandzsák kormányzójává nevezték ki, ahol meg is halt.

## Fordítás
- Ez a szócikk részben vagy egészben  a   Hadım Suleiman Pasha (governor of Rumelia) című angol Wikipédia-szócikk ezen változatának fordításán alapul.  Az eredeti cikk szerkesztőit annak laptörténete sorolja fel. Ez a jelzés csupán a megfogalmazás eredetét és a szerzői jogokat jelzi, nem szolgál a cikkben szereplő információk forrásmegjelöléseként.